# Тепла мозаїка ретро і ледь-ледь
«Тепла мозаїка ретро і ледь-ледь» — радянський художній фільм 1990 року, знятий режисером Миколою Оляліним на студії «Рапід».

## Сюжет
У центрі фільму — два персонажі: один одержимий любов'ю до мистецтва, інший прагне взяти від життя все, що можна. Претендуючи на високе осмислення важкого і загалом нікчемного життя кожного окремо, сюжет розпадається на дві сентиментальні історії.

## У ролях
- Микола Олялін — Микола
- Світлана Смирнова — головна роль
- Евія Стальбовська — головна роль
- Ольга Матешко — роль другого плану
- Тетяна Антонова — роль другого плану
- Дмитро Миргородський — роль другого плану
- Лев Перфілов — директор театру
- Людмила Кузьміна  — роль другого плану
- Людмила Лобза — роль другого плану
- Діна Заєць  — роль другого плану
- Тетяна Кошевенко — роль другого плану
- Сергій Пономаренко — роль другого плану
- Анатолій Пашнін — роль другого плану
- Геннадій Болотов — роль другого плану
- Микола Малашенко  — роль другого плану

## Знімальна група
- Режисер-постановник і сценарист Микола Олялін
- Оператор-постановник: Вадим Верещак
- Композитор: Ігор Поклад
- Художник-постановник: Олександр Дєдух